# Smrt in pogreb Winstona Churchilla
Sir Winston Churchill je umrl 24. januarja 1965 v starosti 90 let. Od leta 2021 njegov pogreb ostaja zadnji državni pogreb v Združenem kraljestvu. Uradni pogreb je trajal štiri dni. Načrtovanje pogreba, znanega kot operacija Upaj ne, se je začelo 12 let pred Churchillovo smrtjo. Načrtovanje se je začelo po Churchillovi možganski kapi leta 1953, med svojim drugim mandatom predsednika vlade Združenega kraljestva. Po več popravkih zaradi Churchillovega nadaljnjega preživetja je bil načrt pogreba izdan 26. januarja 1965, dva dni po njegovi smrti.   
Z odlokom kraljice Elizabete II je njegovo truplo od 26. januarja tri dni ležalo v Westminster Hallu. 30. januarja je bil v katedrali sv. Pavla organiziran pogreb. Od tam so truplo po reki Temzi pripeljali do postaje Waterloo, skupaj z številnimi vojaškimi pozdravi. Popoldne je bil pokopan na cerkvenem dvorišču sv. Martina v Bladonu, počivališču njegovih prednikov in brata. Njegovega pogreba se je vdeležilo predstavnikov iz 120 držav, 6000 ljudi in več kot 1000 policijskih in varnostnih uslužbencev, ki so vključevali devet vojaških band, 18 vojaških bataljonov, 16 lovskih letal Royal Air Force English Electric Lightning, poseben čoln MV Havengore in Vlak, ki je peljal truplo Winstona Churchilla, poklonilo se mu pa je 321.360 ljudi. Ker je bilo njegovemu pogrebu priča več kot 350 milijonov ljudi, je bil to največji državni pogreb v zgodovini.

## Bolezen in smrt
Churchill je čez svoje odraslsko življenje veliko kadil kubanske cigare, zelo rad pa je imel tudi viski. Konec leta 1949 je doživel prvo kap, pozneje pa je doživel skupno še sedem kapi. V petdesetih letih, ko je bil ponovno britanski premie, je doživel tudi več srčnih napadov, zaradi česar je predčasno odstopil. Njegovo zdravje se je vidno začelo slabšati v začetku šestdesetih let. Zadnjo kap je doživel 15. januarja 1965 od katere si nikoli ni opomogel. Po možganski kapi je bil Churchill večinoma v komi. Njegove zadnje besede so bile: "Kako dolgčas mi je vse to." 24. januarja 1965 ob 8:35 je 90-letni Winston Churchill zaradi možganske kapi umrl. BBC je njegovo smrt objavil ob 9:00 zjutraj istega dne. Kraljica je Lady Churchill takoj poslala sožalje, v katerem je napisala:
Ves svet je revnejši zaradi izgube njegovega večstranskega genija, medtem ko bo preživetje te države in sestrskih držav Commonwealtha ob največji nevarnosti, ki jim je kdaj grozila, večno obeležje njegovemu vodstvu, njegovo vizijo in nepopustljiv pogum. 
Naslednji dan so se člani spodnjega doma poklonili.

## Pogreb

### Ogled trupla
Pogreb se je začel v torek, 26. januarja 1965. Do 20:30 so policisti in varnostno osebje zasedli svoja mesta v tistem, kar je The Daily Telegraph poročal kot "najobsežnejšo varnostno operacijo te vrste, ki je bila kdajkoli izvedena v Angliji." Ob 9:15 so Churchillovo truplo odnesli iz njegovega doma v Londonu ter pripeljali v Westminster Hall, na voljo za ogled. Spremstvo je vodil Cameron Cobbold, prvi baron Cobbold, Lord Chamberlain v družbi družinskih članov. Truplo je bilo postavljeno na katafalk pred Lady Churchill in Earl Marshall. Ob 21. uri so v dvorani montirali prvo stražo Grenadier in Coldstream Guard. Za zamenjavo straže so poslali tudi člane britanske kraljeve mornarice.
Ogled je trajal od srede 27. januarja do 6. ure zjutraj 30. januarja, med katerim je bila Westminsterska dvorana odprta 23 ur dnevno. Ena ura je bila rezervirana za čiščenje. Čakalna vrsta je bila največkrat dolga več kot eno miljo, čakalna doba pa približno tri ure; 321.360 ljudi se je tako poklonilo Churchillu. 

### Pokop
Pogrebna slovesnost se je v soboto, 30. januarja, začela z zvonjenjem Big Bena ob 9:45. Preostanek dneva je bila ura na zvoniku utišana. Devetdeset topovskih strelov je bilo izstreljenih v Hyde Park v znamenju devetdeset let Churchillovega življenja. Krsta je bila položena na nosilec pištole in oblečena z zastavo Združenega Kraljestva na kateri so bili znaki Reda podvezic na vrhu črne blazine. Iz dvorane ga je nosila nosilka osmih stražarjev iz 2. bataljonske grenadirske garde. Procesija se je začela ob bobnu kraljeve mornarice, nato pa so jo vodili kraljeve letalske sile in stražniki. 
Čez eno uro je bilo bogoslužje v katedrali sv. Paula. Udeležilo se ga je 3.500 ljudi, vključno s kraljico, ki se običajno ni udeleževala pogrebov občanov. Protokol je tudi narekoval, da bo kraljica zadnja prišla na dogodek, vendar je ob tej priložnosti prišla še preden je Churchillova krsta prispela v cerkvi. V stolnici je bilo 12 nosilcev pall, vključno z Louisom Mountbattenom, 1. burlom iz Burme, avstralskim ministrom Robertom Menziesom in nekdanjimi britanskimi premierji Clementom Attleejem, Anthonyjem Edenom in Haroldom Macmillanom. 
Z udeležbo predstavnikov iz več kot 112 držav je bilo to največje zborovanje veljakov v zgodovini do pogreba Josipa Broza Tita leta 1980 in pogreba papeža Janeza Pavla II. leta 2005. Med gosti so bili francoski predsednik Charles de Gaulle, kanadski premier Lester B. Pearson, premier Rodezije Ian Smith, nekdanji ameriški predsednik Dwight D. Eisenhower, številni drugi nekdanji in sedanji voditelji držav in vlad ter številni člani kraljeve družine. Sir Robert Menzies, takrat najdaljši predsednik vlade Commonwealtha, ki je Churchilla dobro poznal v vojnih časih, se je v okviru pogrebne oddaje poklonil kolegu, prav tako predsednik Eisenhower. Zapeli so Churchillove najljubše pesmi, med drugim "Bori se za dober boj", "Kdor bi bil pogumen" in "Moje oči so videle slavo Gospodovega prihoda." 

Menzies je ob zahvalnem dnevu recitiral hvalnico:
Verjamem, da je bila v celotni zapisani zgodovini [druga svetovna vojna] ena priložnost, ko je en človek z eno naraščajočo domišljijo, v katerem je gorel en ogenj in z eno neprekosljivo sposobnostjo, da bi ga posredoval drugim, zmagal odločilno zmago ne le za sile (saj je bilo v tistih časih veliko junakov),  ampak za duha človekove svobode. Tako se mu na ta dan zahvaljujemo in se zahvaljujemo tudi Bogu."
Po cerkveni službi so Churchillovo krsto odnesli v londonski stolp. Kraljeva artilerija je izstrelila pozdrav s 19 pištolami, s katerim je potrdila Churchillova stališča (kot vodja vlade in Lord Warden porta Cinque). Procesija se je preselila na pomol Tower na festivalskem pomolu, kjer so krsto vzeli na krov MV Havengore. Skupina Royal Marine je odigrala glasbeni pozdrav zaradi nekdanjega prvega gospoda admiralitete. Ko je njegova krsta šla mimo reke Temze, je več kot 36 doktorjev ob pozdravu spustilo žerjavne palice v pozdrav. Šestnajst angleških  lovcev Royal Air Force English Electric Lightning je letelo nad reko, ko je čoln z Churchillovo krsto plul po reki.
S postaje Waterloo so krsto prepeljali s posebej pripravljenim vlakom, katerega lokomotiva se je imenovala Winston Churchill, do končnega cilja v Oxfordshireu. Sedežni kombi, št. S2464S, je bil leta 1962 namenjen posebej pogrebnemu vlaku. Na poljih ob progi in na postajah, skozi katera je šel vlak, je na tisoče ljudi molče stalo, da bi se poklonili. Churchill je bil nato pokopan na cerkvenem dvorišču sv. Martina na zasebni družinski slovesnosti. Položen je bil v grob blizu svojih staršev in brata.

## Dostojanstveniki
Churchillov pogreb je bil največji zbor svetovnih voditeljev v šestdesetih letih - in takrat v zgodovini. Udeležili so se ga predstavniki iz 112 držav in številnih organizacij, med njimi 5 kraljev, 2 kraljici, 1 cesar, 1 veliki vojvoda, 2 družinski kraljici, 15 predsednikov, 14 predsednikov vlad in 10 nekdanjih voditeljev. Edini opazen odsoten je bil Lyndon B. Johnson, predsednik ZDA, ki je bil takrat bolan. Uradni predstavnik Združenih držav je bil Earl Warren, vrhovni sodnik ZDA. Kitajska je bila edina država, ki na pogreb ni poslala predstavnikov.